# Sorriso

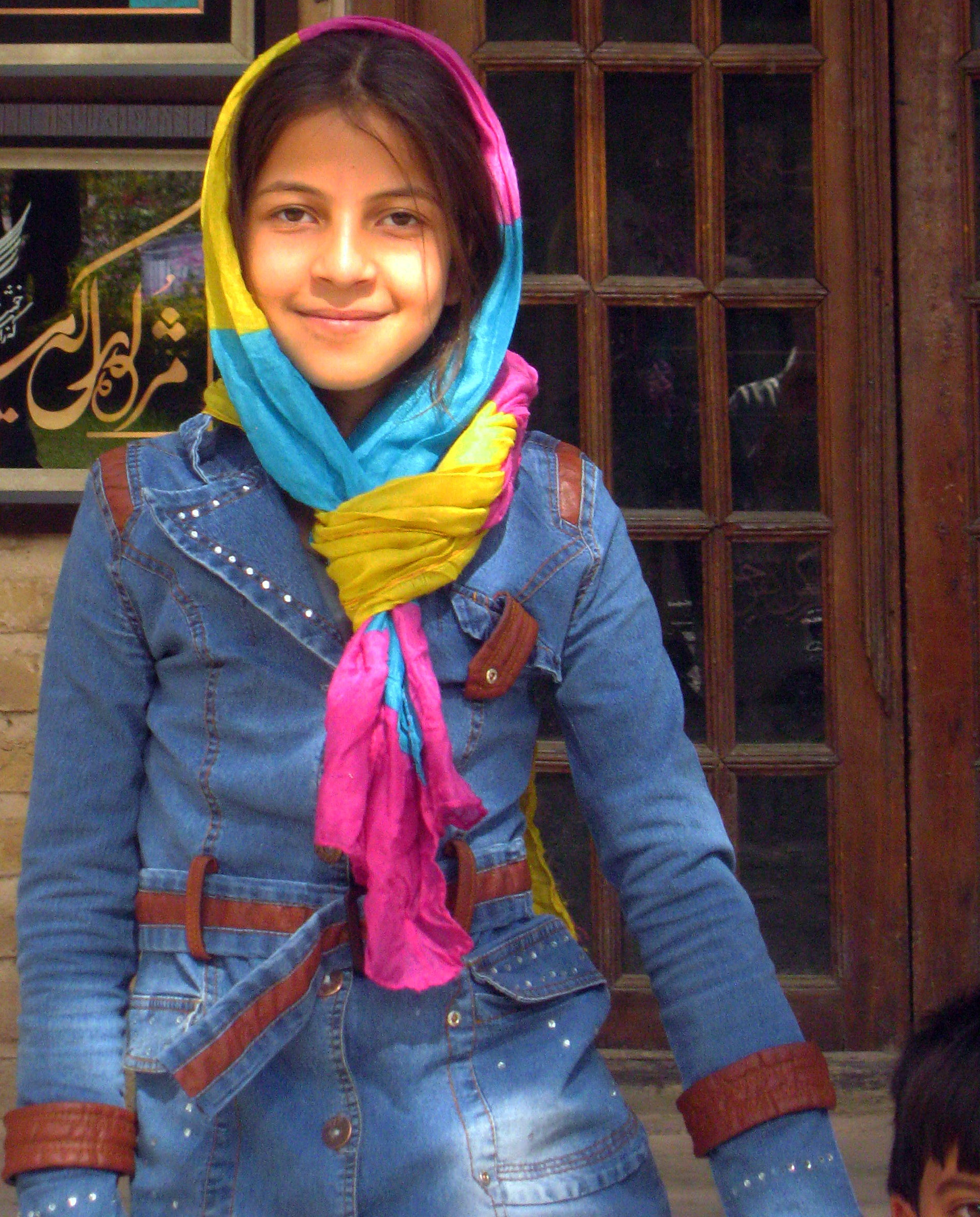
Una ragazza iraniana sorridente

Il sorriso è un'espressione facciale formata principalmente dalla flessione dei muscoli ai lati della bocca. 

## Espressione
Il sorriso si produce stirando la bocca, inarcando le labbra ed eventualmente mostrando i denti per un tempo prolungato.

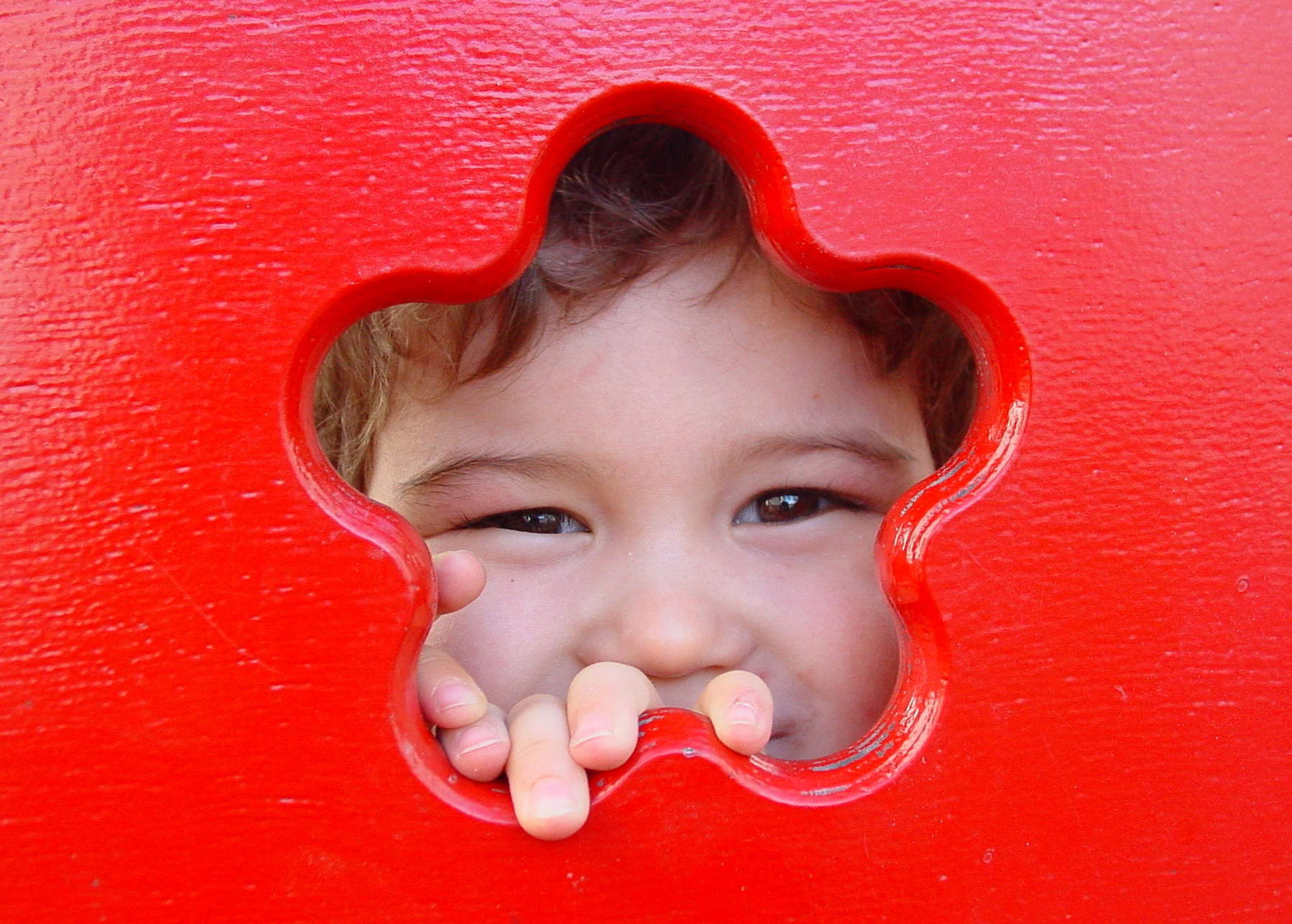
Un sorriso con gli occhi

Il sorriso più famoso di tutti i tempi

Nonostante ci si riferisca propriamente al sorriso pensando alla sola bocca, l'espressione coinvolge anche gli occhi. Alcuni sorrisi includono una contrazione dei muscoli all'angolo degli occhi, un'azione nota come sorriso di Duchenne. La carica espressiva e comunicativa del sorriso deve proprio allo sguardo la sua profondità. Un sorriso sincero e istintivo stira le labbra di netto e rende più vivace e profondo lo sguardo. Al contrario, un sorriso forzato o di circostanza non cambia lo sguardo, limitando a contrarre i muscoli della bocca. L'espressione comune "sorridere con gli occhi" intende proprio questo aspetto.
Un sorriso può diventare una risata, ma differisce dal riso nell'essere meno impulsivo e nervoso, quindi più duraturo, più moderato e di maggior profondità emozionale.

## Significati
(Charlie Chaplin)

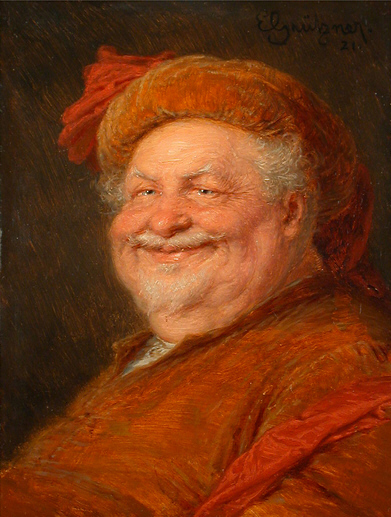
Il sorriso di Falstaff dipinto da von Grützner

]. È distinto da un'espressione di ansia simile ma solitamente involontaria nota come smorfia. 
L'espressione viene usata sia per manifestare uno stato emotivo, sia come strumento di comunicazione nel rapportarsi con gli altri. Nel primo caso il sorriso è spontaneo e involontario, compatibilmente con il carattere e le attitudini della persona. Nel secondo caso invece il sorriso è incanalato in un codice di comportamento e può essere dunque semplicemente una forma convenzionale di approccio. Un sorriso può essere dunque più o meno sincero e spontaneo, e non sempre sottintende un atteggiamento di apertura verso l'altro quanto piuttosto l'espressione di un personale stato d'animo.
Il sorriso rappresenta comunque nella cultura comune l'espressione della felicità. È quindi preso a riferimento e spesso stereotipato: nei disegni dei bambini, le persone vengono rappresentate con pochi semplici tratti con un'espressione sorridente. Questo accade spesso anche in illustrazioni e immagini di carattere umoristico, come cartoon o vignette. Il sorriso è poi l'espressione privilegiata per le pose nelle fotografie; è uso comune, nella posa di una foto, pronunciare la parola inglese cheese per stirare la bocca alla vocale i, producendo quindi il sorriso. Sebbene studi interculturali abbiano dimostrato che il sorriso è un mezzo di comunicazione in tutto il mondo, ci sono grandi differenze tra culture, religioni e società diverse, con alcuni che usano i sorrisi per trasmettere confusione o imbarazzo.

## Il sorriso dalla nascita
Il sorriso si presenta spontaneamente in tutti i bambini, non viene dunque appreso per imitazione. Nasce come reazione fisiologica per poi diventare un'espressione con intenti comunicativi. In questo senso il sorriso può essere considerato un comportamento tipico e distintivo della specie umana nei confronti delle altre specie animali.
Nei neonati, quello che sembra un sorriso è un semplice stiramento delle labbra. Esso si osserva soprattutto durante il sonno ed è la conseguenza di stimoli dell'attività del sistema nervoso, o da stimoli rumorosi esterni, ad esempio la voce di una persona.
Verso la quinta settimana di vita del bambino, il sorriso viene provocato alla visione di un volto umano, ancora non ben definito e quindi ancora non riconosciuto dal bambino. Questo viene considerato il primo sorriso sociale. Allo stiramento della labbra si aggiunge lo strizzamento degli occhi.
Dal quarto mese, il sorriso acquista un'ulteriore maturazione, diventando non più o non solo una semplice reazione a uno stimolo, ma una vera e propria espressione dell'individuo. Durante la conoscenza dell'ambiente e il riconoscimento degli oggetti, del proprio corpo e delle altre persone, il bambino utilizza sempre più il sorriso come linguaggio, rivolgendosi prima agli oggetti che ha intorno, come ad esempio le proprie mani, e poi alle altre persone, diventando a tutti gli effetti uno dei primi strumenti comunicativi. Anche l'espressione in sé ormai non coinvolge più solo la bocca ma tutto il volto.
Dopo i sei mesi, il sorriso diventa definitivamente una forma di socializzazione.

## Smiley

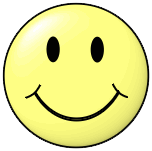
Uno smiley

La rappresentazione simbolica del sorriso è lo smiley o smile (traduzione inglese del termine). Lo smile venne creato nel 1963 dall'artista statunitense Harvey Ball ed è costituito da un cerchio di colore giallo, due punti neri a indicare gli occhi e un arco verso l'alto a indicare il sorriso. Lo smile, prima utilizzato semplicemente come logo, si è inserito nello slang degli SMS e soprattutto in internet, sviluppandosi e differenziandosi in più faccine che esprimono non più solo il sorriso ma diverse espressioni, chiamate emoticon. Le faccine possono essere espresse sia con caratteri testuali, come ad esempio :) e :-O oppure, come si utilizza adesso nelle chat e nei forum attraverso immagini appositamente create.

## Modi di dire
- «Sorriso a trentadue denti», per indicare un ampio sorriso.